# Claudia Neuhauser
Claudia Maria Neuhauser  (* 1962) ist eine deutsch-amerikanische Mathematikerin und Hochschullehrerin. Sie ist Howard Hughes Medical Institute Professorin und an der University of Houston Stellvertretende Vizepräsidentin und Stellvertretende Vizekanzlerin für Forschung und Technologietransfer.

## Leben und Werk
Neuhauser studierte ab 1982 Mathematik und Physik an der Ruprecht-Karls-Universität Heidelberg, wo sie 1988 ihr Diplom in Mathematik erwarb. Sie promovierte 1990 bei Richard Durrett an der Cornell University mit der Dissertation Ergodic Theorems for the Multitype Contact Process.
Sie forschte von 1990 bis 1994 als Assistant Professor an der University of Southern California und bis 1995 an der University of Wisconsin-Madison. Sie wurde 1996 Professorin für Mathematik an der University of Minnesota und wechselte 2008 auf den Rochester-Campus derselben Universität. In ihrer Funktion als Director of Research Computing leitete sie das University of Minnesota Informatics Institute (UMII), das Minnesota Supercomputing Institute (MSI) und U Spatial. Von 2008 bis 2017 war sie Gründungsdirektorin des Graduiertenkollegs Biomedical Informatics and Computational Biology. Von 2008 bis 2013 war sie Vizekanzlerin für akademische Angelegenheiten an der neu gegründeten University of Minnesota Rochester (UMR). Vor ihrem Wechsel zur UMR war sie Professorin und Leiterin und Direktorin für Graduiertenstudien in der Abteilung für Ökologie, Evolution und Verhalten an der University of Minnesota Twin Cities.
An der University of Houston arbeitet sie seit 2018 als Stellvertretende Vizepräsidentin und Stellvertretende Vizekanzlerin für Forschung und Technologietransfer. An der University of Minnesota ist sie auch Distinguished McKnight University Professor und Morse-Alumni Distinguished Teaching Professor.
Ihr Forschungsschwerpunkt liegt im Bereich Bioinformatik und Computerbiologie, wo sie statistische Methoden entwickelt, die von der Erkennung genomischer Signaturen von Krebs und anderen komplexen Krankheiten in Next-Generation-Sequenzierungsdaten bis hin zum Aufbau dynamischer Protein-Netzwerke auf der Grundlage von Durchflusszytometriedaten reichen.

## Auszeichnungen und Ehrungen
- 2011: Fellow of the American Association for the Advancement of Science
- 2012: Inaugural Fellow of the American Mathematical Society[7]

## Veröffentlichungen (Auswahl)
- Calculus for Biology and Medicine. Pearson, 2010, ISBN 978-0-321-64468-8.
- mit S. M. Krone: The genealogy of samples in models with selection. Genetics, 145(2), S. 519–534, 1997.
- mit S. M. Krone: Ancestral processes with selection. Theoretical Population Biology, 51(3), S. 210–237, 1997.
- mit B. M. Bolker, S. W. Pacala: Spatial dynamics in model plant communities: What do we really know? American Naturalist, 162(2), S. 135–148, 2003.
- mit B. Kerr, B. J. M. Bohannan, A. M.  Dean: Local migration promotes competitive restraint in a host-pathogen ‚tragedy of the commons‘. Nature, 442(7098), S. 75–78., 2006.